# 大崎詮持
大崎 詮持（おおさき あきもち）は、南北朝時代から室町時代前期の武将。本姓は源氏で奥州管領斯波家兼の孫。大崎持詮は曾孫にあたる。
奥州管領（奥州探題）大崎直持の嫡子として誕生する。室町幕府第2代将軍足利義詮と父・直持からそれぞれ偏諱を賜り詮持と名乗る（また、別名に義兼（よしかね）と伝わるが、次男の兼持（かねもち）が「兼」の字を使用していることから、後にこの諱（名前）に改名したものと思われる）。
康安元年（1361年）、父の名代として奥州における南朝方攻略の指揮を執る。永和元年/天授元年（1375年）以降嘉慶2年（1388年）まで、左京大夫の名で奥州探題として行動するが、明徳2年（1391年）に幕府内で奥羽両国が鎌倉府の管轄下に入ると鎌倉に住した。このころ鎌倉・瀬ヶ崎に邸宅を置いたため瀬ヶ崎殿と称された。
やがて出家し法英と号するが、応永6年（1399年）に篠川公方足利満直・稲村公方足利満貞を奥州へ派遣した鎌倉府と対立し、伊達政宗と結託するも翌応永7年（1400年）に鎌倉府側の結城満朝に追討され自害した。跡を嫡男の満詮（みつあきら）が継いだ。